# Dereboğazı, Palandöken
Dereboğazı là một xã thuộc huyện Palandöken, tỉnh Erzurum, Thổ Nhĩ Kỳ. Dân số thời điểm năm 2011 là 1.108 người.